# Rosendahl Design Group
|  | For artiklen om byen i den tyske delstat Nordrhein-Westfalen, se Rosendahl (by) |
Rosendahl Design Group A/S er et dansk designhus med hovedkontor i Hørsholm. Virksomheden blev grundlagt af Erik Rosendahl i 1984. Rosendahl samarbejder med forskellige designere omkring udviklingen af designprodukter til hjemmet samt ure.
Virksomheden gennemgik i 2005 et generationsskifte, da stifteren Erik Rosendahl overdrog den daglige ledelse til sønnen Henrik Rosendahl, som var administrerende direktør og daglig leder indtil marts 2020, hvorefter Mette Maix blev udpeget til administrerende direktør. Henrik Rosendahl er i dag bestyrelsesformand for selskabet. 
Rosendahl står bag et bredt udvalg af innovative produkter til hjemmet. Mest kendt er måske serien Rosendahl Grand Cru med mere end hundrede dele, fx tallerkener, glas og skåle, men også termokander og salt-og peberkværne. Serien omfatter desuden Karen Blixen Kollektionen, der støtter finansieringen af nye udstillinger på Karen Blixen Museet på Rungstedlund.

## Mærker
Rosendahl ejer i dag flere mærker som er kendt for klassisk dansk design:
- Rosendahl
- Juna
- Holmegaard Glasværk (2008)
- Kay Bojesen
- Bjørn Wiinblad Denmark
- Lyngby Porcelæn (2016)
- Kähler Keramik (2018)